# Moeder-Heldin (Bulgarije)
Net als de ook verder in het Bulgaarse ordestelsel nagevolgde Sovjet-Unie kende Bulgarije een “Medaille voor de Moeder-Heldin” (Bulgaars: Майка Героиня). Deze in 1950 ingevoerde gaf moeders van grote gezinnen het recht om zich, net als de dragers van de onderscheidingen “  Held van de Socialistische Arbeid “ en de "Gouden Medaille van de Volksrepubliek Bulgarije” een “heldin” te noemen en te laten noemen. De onderscheiding gaf ook recht op diverse privileges.
Strikt genomen is deze onderscheiding een medaille en geen ridderorde maar zij is hier opgenomen ter wille van het overzicht en omdat veel gezaghebbende bronnen de "medailles van de helden" in de diverse communistische staten onder de ridderorden plaatsen.